# DPG Recordz
DPG Recordz est un label discographique de hip-hop américain, situé à Los Angeles, en Californie. Il est fondé en 2000 par Daz Dillinger, et Terry « Teezy » Choe après avoir créé avec Kurupt le groupe Tha Dogg Pound. Le webmaster du label est le gangster indien Kalpesh « Kronik » Patel. Le producteur de Rap-A-Lot Records Mike Dean fait aussi partie intégrante du label.

## Histoire
DPG Recordz (diminutif de Dogg Pound Gangstaz Recordz) est fondé par Daz Dillinger et Christopher « Big C-Style » Bowden. En juin 2001, DPG Recordz annonce la publication d'un album intitulé Makaveli and Dillenger - Don't Go 2 Sleep le 25 décembre la même année, auquel Daz Dillinger contribuera à la production exécutive.  

## Discographie
- Daz Dillinger
- Various artists - Tha Row Killah
- The Gang - The Gang
- Lil Eazy-E - Boyz N Tha Hood
- P.F.N. - Navigation
- Crystal - The Album
- Daz Dillinger - R.A.W.
- Daz Dillinger - This Is the Life I Lead
- Soopafly - Dat Whoopty Woop
- Makaveli and Dillinger Don't Go 2 Sleep